# 橫條多毛蚌
橫條多毛蚌（学名：Villosa trabalis），又名坎伯蘭豆真珠蚌，是美國特有的一種淡水蚌。牠們棲息在河流，但受到失去棲息地的威脅。